# The House That Dirt Built
The House That Dirt Built — другий студійний альбом англійського рок-гурту The Heavy. Він був випущений 5 жовтня 2009 року. Назва є відсиланням до дитячої пісні Хатка, яку збудував собі Джек. Вокаліст Келвін Свабі в інтерв'ю Songfacts пояснив, що на створення пісні «Sixteen» його надихнув час, коли він багато працював ді-джеєм і бачив, як 16-річні діти пробираються до клубів.

## Список композицій
| #   | Назва                               | Тривалість |
| --- | ----------------------------------- | ---------- |
| 1.  | «The House That Dirt Built (Intro)» | 0:19       |
| 2.  | «Oh No! Not You Again!!»            | 1:54       |
| 3.  | «How You Like Me Now?»              | 3:38       |
| 4.  | «Sixteen»                           | 3:02       |
| 5.  | «Short Change Hero»                 | 5:22       |
| 6.  | «No Time»                           | 4:31       |
| 7.  | «Long Way from Home»                | 3:19       |
| 8.  | «Cause for Alarm»                   | 4:44       |
| 9.  | «Love Like That»                    | 2:39       |
| 10. | «What You Want Me to Do?»           | 3:23       |
| 11. | «Stuck»                             | 5:27       |